# Goukouni Oueddei

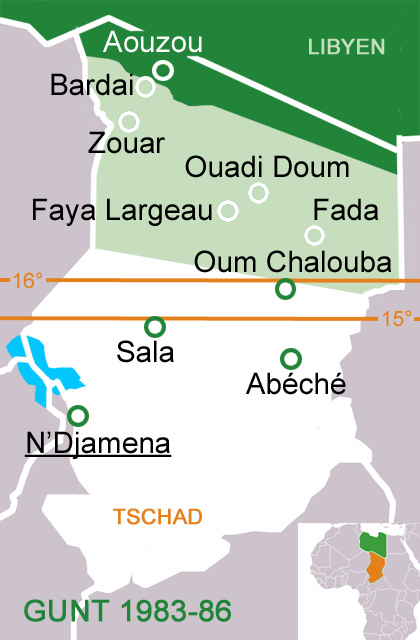
Von Libyen und Oueddeis GUNT kontrollierte Gebiete während des Tschadischen Bürgerkriegs

Goukouni Oueddei (arabisch كوكوني عويدي, DMG Kūkūnī ʿWaīdai, * 1944 in Zouar, Tibesti-Region, Tschad), seltener auch Weddei, Weddeye oder Oeddeye, war ab 1979 das Staatsoberhaupt des Tschad, bis er 1982 durch seinen damaligen Verteidigungsminister Hissène Habré abgesetzt wurde.
Goukouni Oueddei gehört den Teda-Tubu an, deren Derde (politisches und religiöses Oberhaupt) sein Vater Oueddei Kichidemi war.
Er war Mitglied der FROLINAT, einer Befreiungsbewegung aus dem nördlichen Teil des Landes unter der Führung von Abba Siddick. Die FROLINAT stand in einem bewaffneten Konflikt mit ihrer südlichen Abspaltung, der Forces Armées Nationales (FAN), die unter der Führung von Hissène Habré standen. Nach schweren Kämpfen im Februar und März 1979 wurde im August desselben Jahres bei einem von der Regierung des Niger organisierten Treffen ein Waffenstillstand vereinbart.
Am 23. März 1979 wurde Oueddei zum Präsidenten der Übergangsregierung (GUNT) des Tschad ernannt. Sein politischer Rivale Habré übernahm dabei das Amt des Verteidigungsministers. Die Vereinbarungen des Waffenstillstands sahen vor, dass alle Parteien ihre Kriegsgefangenen freilassen und ihre Truppen aus N’Djamena abziehen sollten. Doch da Teile der FROLINAT sich weigerten, Gefangene freizulassen, und weiterhin bewaffnete Einheiten in der Hauptstadt stationiert waren, kam es im März 1980 erneut zu gewaltsamen Auseinandersetzungen. Trotz der inneren Spannungen innerhalb der GUNT blieb Oueddei Präsident. 1980 kehrte für kurze Zeit Frieden ein, nachdem die Regierungstruppen mit Hilfe libyscher Unterstützung die FAN zurückgedrängt hatten. Oueddei verkündete 1981 die angestrebte Vereinigung des Tschad mit Libyen, was innenpolitisch stark umstritten war.
Die Rebellen flohen zunächst in den Sudan und erhielten Unterstützung von Frankreich und den USA. Mit deren Hilfe gelang es Habré am 7. Juni 1982, Oueddei zu stürzen. Habré, der eine anti-libysche Haltung vertrat, ernannte sich daraufhin selbst zum Präsidenten. Oueddei kontrollierte weiterhin den Norden des Tschad oberhalb etwa des 16. Breitengrades mit Unterstützung Libyens. Ab 1986 brachen erneut Kämpfe aus – diesmal auch innerhalb der GUNT selbst. Libyen begann allmählich, Oueddeis innerparteilichen Rivalen Acheikh Ibn-Oumar zu unterstützen, der schließlich den Vorsitz der GUNT übernahm. Diese Entwicklung führte zur Spaltung der Bewegung. Sowohl Libyen als auch der Tschad griffen aktiv in die bis 1987 andauernden Kämpfe ein. In dieser Phase wechselte Oueddei mehrfach die Seiten: Er versöhnte sich zeitweise mit Habré, mit dem er zuvor jahrelang nicht einmal indirekt verhandelt hatte, dann wieder mit Libyen, schließlich auch mit Ibn-Oumar – der jedoch 1988 überraschend zu Habré überlief. 1986 kam es zudem zum endgültigen Bruch zwischen Oueddei und Gaddafi, was zum offenen Krieg zwischen dem Tschad und Libyen führte. In diesem Konflikt starben Tausende von Menschen.